# Vláda jedné strany

Státy podle formy vlády. Současné režimy vlády jedné strany jsou vyobrazeny hnědě

Vláda jedné strany je politický režim, ve kterém v čele státu (vlády) stojí jediná politická strana, která disponuje politickou hegemonií. Příkladem je vedoucí úloha KSČ v Československu. Ve státě může existovat více politických stran, ale jedna strana má dominantní postavení. Vláda jedné strany je nedemokratický režim bez možnosti svobodných voleb.

## Historie
Příkladem vlády jedné strany mohou být komunistické režimy (například Sovětský svaz), fašistické režimy v Itálii a Španělsku a nacistický režim v Německu.

## Současnost
V současné době (2021) se režim s vůdčí úlohou jedné strany udržel pouze v 7 suverénních státech, v pěti z nich jde o režim komunistický.
| Stát                                   | Název strany                                | Ideologie                     | Ideologie                    |
| -------------------------------------- | ------------------------------------------- | ----------------------------- | ---------------------------- |
| Čína                                   | Komunistická strana Číny                    | socialismus s čínskými rysy   | komunismus                   |
| Vietnam                                | Komunistická strana Vietnamu                | Ho Či Minovo myšlení          | komunismus                   |
| Laos                                   | Lidová revoluční strana Laosu               | Kaysone Phomvihaneovo myšlení | komunismus                   |
| Kuba                                   | Komunistická strana Kuby                    | castrismus                    | komunismus                   |
| Korejská lidově demokratická republika | Korejská strana práce                       | čučche                        | komunismus                   |
| Západní Sahara                         | Fronta Polisario                            | západosaharský nacionalismus  | západosaharský nacionalismus |
| Eritrea                                | Lidová fronta pro demokracii a spravedlnost | eritrejský nacionalismus      | eritrejský nacionalismus     |